# 伊吹謙太朗
伊吹 謙太朗（いぶき けんたろう、1960年11月22日生まれ）は、東京都台東区生まれ、台東区育ちの俳優。本名は、羽島 裕謹（はじま ひろのり）。旧芸名は三神 健（みかみ けん）。

## 来歴・人物
暁星高等学校卒業。劇団新国劇の伊吹聰太朗の長男として生まれ、1981年に父親の跡を継ぎ俳優となる（当初の芸名は三神健）。
その後、1985年に歌手として作曲家三島大輔、レコーディング・ディレクター馬渕玄三に師事する。現在は俳優・殺陣師として活動。さらに、後進の指導にも力を入れている。

## 出演作品

### テレビドラマ
- 大河ドラマ（NHK）
  - 峠の群像（1982年）
  - 徳川家康（1983年）
  - 信長 KING OF ZIPANGU（1992年） - 武者 役
  - 琉球の風（1993年） - 若武者 役
  - 炎立つ（1993年） - 郎党 役
  - 花の乱（1994年） - 伝令 役
  - 八代将軍吉宗（1995年） - 幇間・一八 役
  - 徳川慶喜（1998年） - 酒田邦忠
- 金曜時代劇（NHK）
  - 十時半睡事件帖（1994年） - 捕り手 役
  - 夢暦 長崎奉行（1996年） - 手代・喜助 役
- 時代劇スペシャル（フジTV）
  - 仕掛人 藤枝梅安
  - 十六文からす堂
- 風の刑事・東京発! 第9話「越後湯沢行き！刑事をゆする女」（1995年、テレビ朝日 / 東映）
- 水戸黄門第43部 第18話「上様、長屋で叱られる -江戸-」（2011年11月21日、TBS / C.A.L）
- 月曜プレミア8 「機捜235」（2020年） - 榎本雄一郎

### その他のテレビ番組
- 我ら、もの申す! 第7弾（2010年、時代劇専門チャンネル）

### イベントなど
- 殺陣公演と体験教室 / 江戸東京博物館

（2019年9月、2021年8月）
```
主催:東京都、公益財団法人東京都歴史文化財団 東京都江戸東京博物館
```

### 舞台
- 森進一 / 石松売り出す！恋文道中（1982年5月、新宿コマ劇場）
- 劇団若獅子 / 忠臣蔵異聞 もの申す（1989年12月、国立文楽劇場）
- 劇団若獅子 / 月形半平太（1990年9月、浅草公会堂）
- 劇団若獅子 / 花の吉原 鯉物語・次郎長外伝 裸道中（1990年11月）
- 浜木綿子 / 雪の華（1990年12月、宝塚劇場）
- 劇団若獅子 / 大江戸グラフティー居残り佐平次（1991年6 - 7月） ※巡業
- 浜木綿子 / 引越し大名（1991年10月、宝塚劇場）
- 劇団若獅子 / 瞼の母（1991年12月、新橋演舞場、御園座、新歌舞伎座）
- 劇団若獅子 / 螢 お登勢と竜馬・国定忠治（1992年8月、新橋演舞場、御園座、新歌舞伎座）
- 八千草薫 / 花影の花（1992年12月、日生劇場）
- 中村吉右衛門 / 鬼平犯科帳 -むかしの女-（1993年2月、新橋演舞場）
- 劇団新派 / 夢に舞う女たち（1993年7月、明治座）
- 松平健 / アユタヤの星（1993年8月、明治座）
- 中村吉右衛門 / 鬼平犯科帳 -炎の色-（1994年2月、新橋演舞場）
- 高橋英樹 / ぶらり信兵衛（1994年5月、明治座）
- 山本陽子 / 付き馬屋おえん（1994年9月、明治座）
- 加藤剛 / 大岡越前（1994年11月、明治座）
- 緒形拳 / 大菩薩峠（1995年3月、新橋演舞場）
- 北大路欣也 / 銭形平次（1995年5月、明治座）
- 中村吉右衛門 / 鬼平犯科帳 -血闘-（1995年6月、新橋演舞場）
- 舟木一夫 / 銭形平次（1995年8月、新歌舞伎座）
- 八千草薫 / 花影の花（1995年10月、宝塚劇場）
- 北大路欣也 / 旗本退屈男（1996年1月、御園座）
- 佐久間良子 / 唐人お吉（1996年5月、帝国劇場）
- 植木等 / 大江戸気まぐれ家業（1996年7月、明治座）
- 北大路欣也 / 旗本退屈男（1996年9月、明治座）
- 高橋英樹 / 雪の夢華のゆめ（1996年11月、明治座）
- 山本陽子 / 付き馬屋おえん（1996年12月、明治座）
- 加藤剛 / 大岡越前（1997年2月、明治座）
- 京マチ子 / おたふく（1997年6月、名鉄ホール）
- 佐久間良子 / 唐人お吉（1997年9月、劇場 飛天）
- 八千草薫 / 花影の花（1997年12月、帝国劇場）
- 杜けあき / 出雲の阿国（1998年2月、明治座）
- 坂本冬美 / 女の花道（1998年5月、明治座）
- 中村吉右衛門 / 鬼平犯科帳 -本所桜屋敷-（1998年7月、南座）
- 浜木綿子 / 真室川の女（1998年7月、宝塚劇場）
- 杜けあき / 出雲の阿国（1998年7月、博多座）
- 中村吉右衛門 / 鬼平犯科帳 -本所桜屋敷-（1998年8月） ※巡業
- 北大路欣也 / 銭形平次（1998年9月、明治座）
- 西郷輝彦 / 江戸を斬る（1999年2月、明治座）
- 北大路欣也 / 忠臣蔵 -大石内蔵助-（1999年10月、明治座）
- 北大路欣也 / 忠臣蔵 -大石内蔵助-（1999年11月、御園座）
- 中村勘三郎 / ご存知！浅草パラダイス（2000年2月、新橋演舞場）
- 中村勘三郎 / ご存知！浅草パラダイス（2000年3月、松竹座）
- 佐久間良子 / 唐人お吉（2000年4月、博多座）
- 北大路欣也 / 国盗り物語（2000年11月、明治座）
- 天童よしみ / おてんば娘 浪花の捕物帳（2001年2月、新歌舞伎座）
- 北大路欣也 / 旗本退屈男（2001年6月、明治座）
- 松たか子 / 嵐が丘（2002年1月、新橋演舞場）
- 西郷輝彦 / 風の砦（2002年3月、明治座）
- 舟木一夫 / 忠臣蔵異聞　薄桜記（2002年6月、新歌舞伎座）
- 池端慎之介 / 一本刀土俵入（2002年8月、新歌舞伎座）
- 若尾文子 / 妻たちの鹿鳴館（2002年11月、明治座）
- 北大路欣也 / 銭形平次（2004年1月、明治座）
- 藤山直美 / 花あかり（2004年4月、博多座）
- 五木ひろし / 雨あがる（2004年9月、明治座）
- 中村獅童 / 丹下左膳（2004年12月、新橋演舞場）
- 中村獅童 / 丹下左膳（2005年2月、松竹座）
- 五木ひろし / 雪の朝（2005年6月、御園座）
- 山本陽子 / 付き馬屋おえん（2005年8 - 10月） ※巡業
- 赤井英和 / あかね空（2005年12月、新歌舞伎座）
- 赤井英和 / あかね空（2006年1月、中日劇場）
- 中村勘三郎 / ヨイショ！の神様（2006年2月、新橋演舞場）
- 川中美幸 / お喜久恋歌一番纏（2006年7月、明治座）
- 池内淳子 / 女たちの忠臣蔵（2006年9月、明治座）
- 池内淳子 / 女たちの忠臣蔵（2006年12月、名鉄ホール）
- 泉ピン子 / おんな太閤記（2007年6月、新橋演舞場）
- 池端慎之介 / 一本刀土俵入（2007年8 - 10月） ※巡業
- 追悼公演 / いのち燃ゆるとき -忠臣蔵-（2007年3 - 4月、明治座）
- 三田佳子 / エドの舞踏会（2008年2月、明治座）
- 市川亀治郎 / 風林火山（2008年2月、日生劇場）
- 筒井道隆 / 大川わたり（2008年9月、明治座）
- 山下規介 / 滝の白糸（2008年10月、三越劇場）
- 中村勘三郎 / 帰ってきた浅草パラダイス（2009年2月、新橋演舞場）
- 中村獅童 / 反逆児（2009年11月、松竹座）
- 早乙女太一 / 嗚呼！田原坂（2010年4月、明治座）
- 劇団新派 / 浪花女（2010年6月、三越劇場）
- 石川さゆり / 長崎ぶらぶら節（2010年7月、明治座）
- 劇団新派 / 滝の白糸（2010年10月、三越劇場）
- 川中美幸 / 天空の夢（2011年3月、明治座）
- 劇団若獅子 / 一本刀土俵入（2011年4月、御園座、浅草公会堂ほか）
- 氷川きよし / 銭形平次 きよしの平次 青春篇（2011年6月、明治座）
- 川中美幸 / 天空の夢（2011年11月、明治座）
- 高島礼子・西郷輝彦 / 女たちの忠臣蔵（2012年1月、明治座）
- 高島礼子・西郷輝彦 / 女たちの忠臣蔵（2012年2月、大阪・新歌舞伎座）
- 劇団若獅子 / 白野弁十郎（2012年5 - 6月、国立文楽劇場、名鉄ホール、俳優座劇場ほか）
- 坂東玉三郎 / ふるあめりかに袖はぬらさじ（2012年10月、赤坂ACTシアター）
- 坂東玉三郎 / 日本橋（2012年12月、日生劇場）
- 劇団青雲舎 / 裏店物語＝文七元結＝（2012年12月、演出補・演技指導として参加 深川江戸資料館）
- 高島礼子・西郷輝彦 / 女たちの忠臣蔵（2012年5月、福岡・博多座）
- 劇団若獅子 / 大菩薩峠（2013年6月、東京・国立劇場、名古屋・名鉄ホール、大阪・国立文楽劇場、ほか）
- 黒木メイサ /源平盛衰記異聞 巴御前 －女武者伝説－（2013年8月、明治座）
- 劇団若獅子 / 藤沢周平劇場－よろずや平四郎活人剣（2013年10月〜11月、三越劇場）
- 藤山直美・中村獅童ほか / 母をたずねて膝栗毛（2014年2月、新橋演舞場）
- 三田佳子 /あんた十手もった？（2014年3月、※殺陣・所作指導として参加 三越劇場）
- 藤山直美・中村獅童ほか / 母をたずねて膝栗毛（2014年6月、松竹座）
- 竹下景子・一路真輝・熊谷真美ほか /おんなの家（2014年10月、新歌舞伎座）
- 高島礼子・一路真輝・西郷輝彦ほか /春日局（2015年1月、明治座）
- 指原莉乃ほか / HKT48指原莉乃座長公演（2015年4月、殺陣・所作指導として参加　明治座）
- 指原莉乃ほか / HKT48 指原莉乃座長公演（2015年8月、殺陣・所作指導として参加　博多座）
- 五木ひろし・由紀さおり / めおと囃子（2015年10月、殺陣師兼任　明治座）
- 舟木一夫 / -巷談・勝小吉- 気ままにてござ候（2015年12月、新橋演舞場）
- 藤山直美・中村雅俊・八千草薫ほか / かあちゃん（2016年2月、新歌舞伎座）
- 藤山直美・中村雅俊・八千草薫ほか / かあちゃん（2016年3月、明治座）
- 市川月乃助・波野久里子ほか / 新派特別公演 深川の鈴・国定忠治（2016年6月、三越劇場）
- 藤山直美・林与一・錦織一清ほか / おたふく物語（2016年9月、明治座）
- 藤山直美・林与一・錦織一清ほか / おたふく物語（2016年10月、博多座）
- 舟木一夫 / 『華の天保六花撰』どうせ散るなら（2016年12月、新橋演舞場）
- 舟木一夫 / 志水次郎長外伝より 鬼吉喧嘩状（2017年5月、新歌舞伎座）
- 大地真央 / ふるあめりかに袖はぬらさじ（2017年7月、明治座）
- 高島礼子・熊谷真実・藤田智子 / おんなの家（2017年10月、明治座）
- 劇団青雲舎 / 人生劇場＝任侠痴れ唄＝（2017年10月、殺陣師として参加 府中の森芸術劇場）
- 舟木一夫・里見浩太朗 / 通し狂言 忠臣蔵（2017年12月、新橋演舞場）
- 渡辺えり・キムラ緑子 / 有頂天一座（2018年2月1日～12日、新橋演舞場）
- 渡辺えり・キムラ緑子 / 有頂天一座（2018年2月16日～23日、松竹座）
- 舟木一夫 / 志水次郎長外伝より 鬼吉喧嘩状（2018年7月、御園座）
- 渡辺えり・キムラ緑子 / 有頂天団地（2018年12月、新橋演舞場）
- 渡辺えり・キムラ緑子 / 有頂天団地（2019年1月、南座）
- 舟木一夫/  壬生義士伝（2021年12月、新橋演舞場）、殺陣師も兼任